# 曹世盛
曹世盛（1496年—？），字際卿，號方坡，福建福州府閩縣人，軍籍，明朝政治人物。

## 生平
嘉靖四年（1525年）乙酉科福建鄉試第七十九名舉人。嘉靖八年（1529年）中式己丑科會試第三十九名，登第三甲第十九名進士。授徽州府推官，擢吏部主事，历升考功司郎中，居吏曹六年，嘉靖十八年七月以事调任礼部精膳司，又数月出为广西左参政，十九年十二月以考察罢职。

## 家族
曾祖曹建；祖父曹克昌；父曹梅，曾任知縣。母周氏。慈侍下。弟曹世華。